# 南州 (北周)
南州，中国古代的州。
北周置南州，治所在万川县（今重庆市万州区），下辖万川郡和怀德郡两郡，总计领三县：万川郡，领万川县（安乡县）、梁山县；怀德郡（原名南都郡），领武宁县（原名源阳县）。隋朝开皇三年（583年），以州统县，南州领万川县（后为南浦县）、梁山县、武宁县三县，属于信州总管府。大业三年（607年），罢总管府，废州设郡，信州总管府改为巴东郡，废南州，三县并入巴东郡。